# پیتر کلمنزا
پیتر کلمنزا (به انگلیسی: Peter Clemenza) شخصیت خیالی است که در رمان پدرخوانده ماریو پوزو در سال ۱۹۶۹ و دو فیلم از سه فیلم براساس آن ظاهر می‌شود. ریچارد اس. کاستلانو هنرپیشه نقش کلمنزا نامزد اسکار شد ریچارد اس. کاستلانو در سال ۱۹۷۲ توسط فرانسیس فورد کوپولا و برونو کربی (به عنوان یک جوان) در پدرخوانده قسمت دوم (۱۹۷۴) نقش کلمنزا را بازی کردند.

## زندگینامه
پیتر کلمنزا در ژوئن ۱۸۸۹ در استان تراپانی، سیسیل به دنیا آمد و در سنین جوانی به آمریکا مهاجرت کرد و به نیویورک رفت و برادرش دومنیکو را پشت سر گذاشت که رئیس مافیا در تراپانی شد. او به سرعت با یک جوان باهوش دیگر به نام سالواتوره تسیو دوست شد.  پیتر به عنوان یک فرد متین و در عین حال خشن در محله شناخته شد که در حفاظت از اموال و مشاغل خود بی رحم بود.  برای این، او مورد علاقه دون فانوچی قرار گرفت، اما کلمنزا دوست نداشت رئیس داشته باشد و فانوچی او را رها کرد.  کلمنزا در عوض نگاه خود را به سمت کنترل ویتو کورلئونه جوان معطوف کرد.
کلمنزا پس از مهاجرت ویتو از سیسیل به ایالات متحده با ویتو کورلئونه دوست شد.  در جوانی، ویتو برای جلوگیری از کشف کلمنزا توسط پلیس، پتویی از اسلحه را برای او نگه داشت.  کلمنزا این لطف را با دزدیدن فرشی برای خانواده ویتو با کمک ویتو جبران کرد و بدین ترتیب اولین آشنایی پدرخوانده آینده با پاداش جنایت را صورت داد.  نقش آنها بعداً زمانی که ویتو دون فانوچی را کشت و او را رهبر گروه کرد، تغییر کرد. کلمنزا صمیمی و شاداب به عنوان یک داستان نویس در میان بسیاری از آشنایان و اعضای خانواده اش شناخته می شد - خصیصه ای که او را برای ویتو که عاشق گوش دادن به داستان نویسان بود دوست داشت.  پیتر کلمنزا در سال ۱۹۱۷ با ویتو و تسیو شروع به فروش اجناس دزدیده شده مانند لباس و اسلحه کرد و به یک چهره کلیدی در خانواده رو به رشد کورلئونه تبدیل شد.  ویتو در طول سال‌ها او را نزدیک نگه داشت - حتی او را پدرخوانده بزرگ‌ترین پسرش سانتینو کرد - اگرچه همه اینها برای کنترل تمایلات وحشیانه و جاه‌طلبانه‌تر او بود.
در طول جنگ روغن زیتون، کلمنزا به عنوان عضوی حیاتی از خانواده در نظر گرفته می‌شد، و هوشمندی‌های خیابانی وی به ویتو اجازه داد تا درباره دشمنانش، به‌ویژه مجری ترسناک لوکا براسی، که در نهایت به خانواده ملحق شد، اطلاعات بیشتری کسب کند.
کلمنزا نقش کلیدی در کمک به سانی پس از تیراندازی به ویتو داشت، علیرغم اینکه در ابتدا مظنون به سوءِ قصد به جان دون بود.
هنگامی که پائولی گاتو به عنوان خائن واقعی کشف شد، به کلمنزا سپرده شد تا او را از بین ببرد و از روکو لمپون برای انجام این قتل دعوت کند.  کلمنزا خیانت پائولی را شخصاً پذیرفت.  کلمنزا و روکو برای اینکه پائولی احساس امنیت کاذب کند، چند ساعتی با او در ماشین رفتند و به دنبال مکان‌های مناسبی می‌گشتند که مردان کورلئونه بتوانند در جنگ قریب‌الوقوع «به تشک‌ها بروند».  او همچنین مقداری کانولی برای همسرش جمع آوری کرد.  پس از این، کلمنزا به پائولی دستور داد تا ماشین را بزند کنار تا بتواند ادرار کند، سپس روکو سه بار به پشت سر پائولی شلیک کرد.  روکو جانشین پائولی به عنوان سرباز و راننده جدید دون کورلئونه شد.
هنگامی که کوچکترین پسر ویتو، مایکل، پیشنهاد کشتن هر دو نفر یعنی ویرجیل سولاتزو و کاپیتان مارک مک کلاسکی را داد، کلمنزا به او یاد داد که چگونه از چنین تفنگی برای ارتکاب قتل استفاده کند و در عین حال شانس دستگیر شدن را کاهش دهد.  این طرح موفقیت آمیز بود و در حالی که مایکل در سیسیل مخفی شده بود، کلمنزا برای جنگی همه جانبه علیه چهار خانواده باقی مانده آماده شد.
به عنوان مورد اعتمادترین دوست ویتو، کلمنزا مأمور شد که مراقب دامادش، کارلو ریتزی باشد.  کلمنزا با استفاده از تماس خود "سالی راگز" که او را از حمله وحشیانه سانی کورلئونه به کارلو در سال ۱۹۴۶ مطلع کرد، کارلو را زیر نظر داشت. جنگ بعداً جان سانی را گرفت و ویتو پس از سوء قصد از بیمارستان بازگشت.
پیتر کلمنزا در سال ۱۹۵۰ از سیسیل دیدن کرد و در آنجا با مایکل کورلئونه ملاقات کرد تا بازگشت امن خود را به آمریکا ترتیب دهد و همچنین بر عبور امن یکی از دوستان خانوادگی، سالواتوره جولیانو، نظارت کند.  او همچنین افراد جدیدی را برای خانواده کورلئونه در سیسیل انتخاب کرد.  در این زمان او برای مدت کوتاهی با برادرش دومنیکو کلمنزا ملاقات کرد.  با این حال، جولیانو قبل از اینکه بتواند فرار کند توسط دوستش گاسپار پیسیوتا کشته شد.  مایکل و کلمنزا توانستند با خیال راحت به آمریکا برگردند.
در دهه ۱۹۵۰، کلمنزا و تسیو فرصتی را درخواست کردند تا خانواده های خود را تشکیل دهند، زیرا امیلیو بارزینی را از قلمرو آنها دور می کرد.  مایکل به آنها گفت صبر کنند، که کلمنزا با اکراه موافقت کرد، اما تسیو این کار را نکرد و با بارزینی معامله کرد که منجر به مرگ او شد.  کلمنزا وفادار ماند و شخصاً ویکتور استراچی را در آسانسور با شلیک گلوله ترور کرد.  او همچنین کارلو ریتزی، شوهر کانی کورلئونه را برای انتقام از دخالت کارلو در قتل برادرش سانی، خفه کرد.  در جلسه ای با مایکل، روکو و ال نری، کلمنزا به عنوان "دون کورلئونه" از مایکل استقبال می کند و دست مایکل را می بوسد - نشانه این است که مایکل از هر نظر جانشین پدرش شده است.
به دلیل وفاداری و سالها خدمت، کلمنزا کنترل خانواده کورلئونه در شهر نیویورک را به دست گرفت و به عملیات اجرایی در مجتمع قدیمی کورلئونه ادامه داد.  او همچنین به عنوان یک مشاور غیررسمی برای مایکل در زمانی که خانواده در حال حرکت برای قانونی شدن بودند، ایستاد.  با وجود پیری، او همچنان تیزبینی را که در جوانی داشت حفظ کرد.  از طریق کلمنزا بود که مایکل از شایعات دوجنسیتی برادرش فردو مطلع شد.
او در سال ۱۹۵۸ در حالی که در غذاخوری مورد علاقه اش بود و برای مردانش غذا می پخت، بر اثر حمله قلبی درگذشت.  جانشین او فرانک پنتانگلی، ستوان وفادار و دوست قدیمی او شد.  شایعاتی مبنی بر اینکه برادران روزاتو با مرگ او ارتباطی داشته اند به گوش می رسد.  ویلی چیچی و فرانک پنتانگلی اظهار داشتند که مرگ او ممکن است به دلایل طبیعی نبوده باشد، اگرچه مایکل و تام هاگن این شایعات را رد کردند.

## شخصیت و ویژگی‌ها
پیتر کلمنزا مردی با ظاهری شاد و سرزنده بود که زیرکی خیابانی داشت. ویتو کورلئونه جوان از همان ابتدا او را یک دارایی ارزشمند می‌دانست و از خشونت ذاتی او برای اهداف خود استفاده می‌کرد، هرچند سعی داشت با انتخاب کلمنزا به عنوان پدرخوانده پسر بزرگش سانتینو، این خصلت را کنترل کند. کلمنزا این نقش را با غرور و جدیت تمام پذیرفت.
او قصه‌گویی چیره‌دست با حس شوخ‌طبعی عالی بود و حتی می‌توانست ویتو و مایکل جدی را هم بخنداند. جالب اینکه او درست پس از تعریف یک داستان خنده‌دار از گذشته‌اش برای زیردستانش درگذشت. کلمنزا مانند یک عمو برای مایکل عمل می‌کرد و به او هم آشپزی یاد می‌داد و هم روش‌های صحیح ترور را آموزش می‌داد. او به مایکل گفت که ویتو به خاطر پیوستن او به تفنگداران دریایی و تبدیل شدن به یک قهرمان جنگ، بسیار افتخار می‌کرد.
اگرچه تام هاگن در ابتدا مشکوک بود که کلمنزا به مایکل خیانت کرده و به اتحاد دن امیلیو بارزینی پیوسته، اما مایکل استدلال کرد که تسیوی حیله‌گرتر، مقصر اصلی است. بزرگترین نقطه قوت کلمنزا برای خانواده کورلئونه وفاداری سرسختانه او بود، نه هوشش. بنابراین با وجود تمام شکایت‌هایش درباره مایکل، او هرگز به کورلئونه‌ها خیانت نمی‌کرد.
کلمنزا در شناسایی استعدادها مهارت فوق‌العاده‌ای داشت. حداقل پنج کاپو کار خود را در گروه او آغاز کردند، از جمله سانی، روکو، پنتانجلی، ریچی نوبیلیو و جویی زازا. خودروی مورد علاقه او کادیلاک Sixty Special بود.

## نسخه بازی ویدیویی
این بازی ویدیوئی با عنوان پدرخوانده کلمنزا را به عنوان همتای فیلم خود به تصویر می‌کشد. املاک کاستلانو اجازه داد که از شباهت او در بازی استفاده شود. با این حال، به دلیل مرگ کاستلانو در سال ۱۹۸۸، تمام گفتگوی کلمنزا باید توسط جیسون شومبینگ ضبط شود. در بازی، او با قهرمان داستان، آلدو تراپانی، شریک و دوست خوب وی آغاز می‌شود. او چندین مأموریت از جمله کشتن اعضای خانواده‌های رقیب، به ویژه خانواده گونیو را به او می‌دهد.